# Palais Bondy
Le Palais Bondy ou Palais de Bondy est un bâtiment situé au 18 quai de Bondy, sur les bords de la Saône, dans le 5e arrondissement de Lyon, constitué de deux salles de concerts, les salles Molière et Witkowski, de deux salles d'expositions et du Théâtre Le Guignol de Lyon.

## Histoire

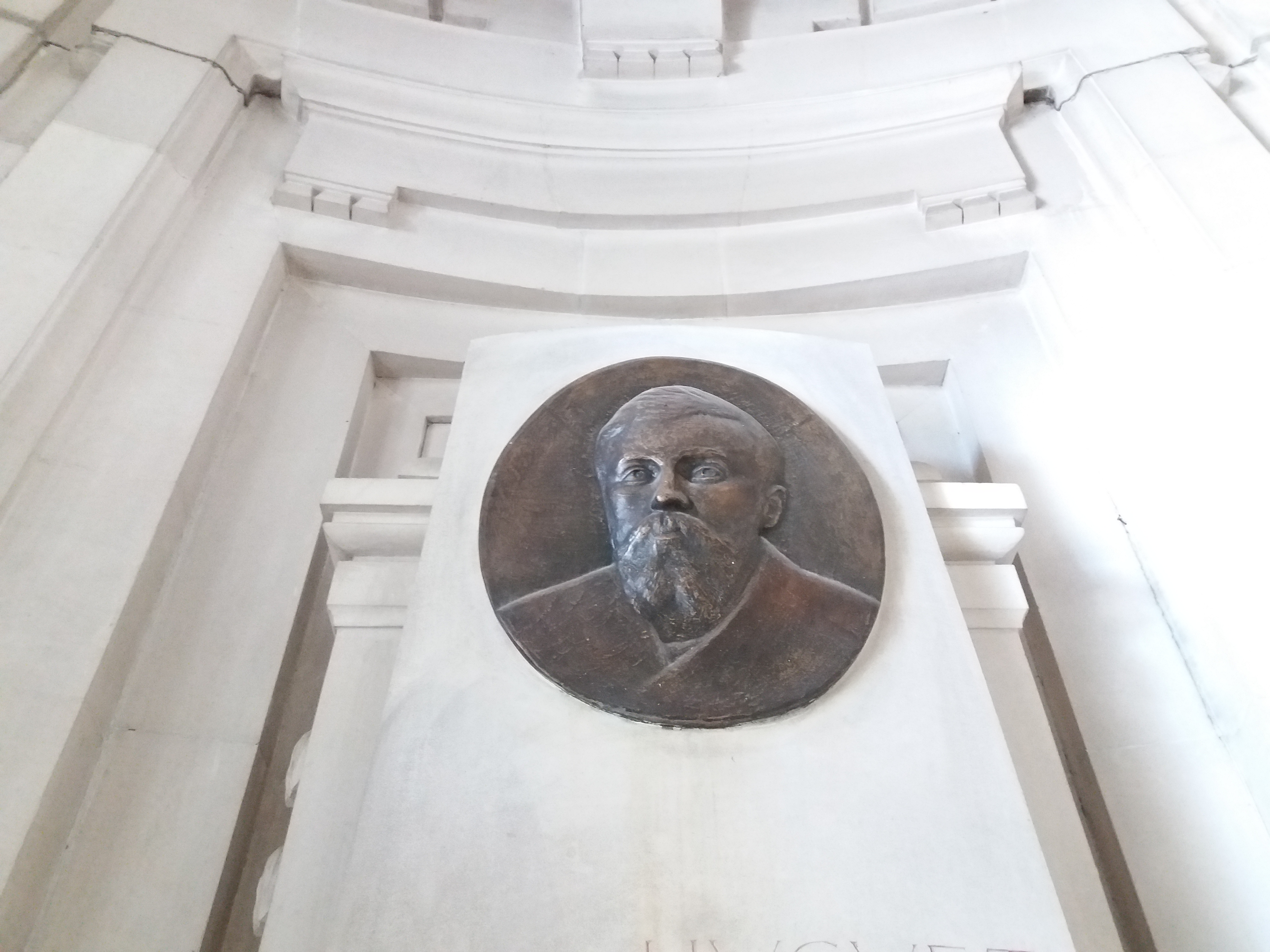
Eugène Huguet, architecte.

Après les travaux de construction de la gare Saint-Paul achevés en 1874, la municipalité prend la décision de raser le quartier compris entre les rues Octavio Mey, Lainerie et de l'Angile. L'enquête publique de 1893 qualifie cet endroit de « partie la plus insalubre de Lyon ». Cette enquête fixe définitivement le tracé et la largeur des rues François Vernay et de l'Angile qui jouxtent l'arrière du Palais de Bondy. Le bâtiment actuel est construit entre 1902 et 1904.

## Description

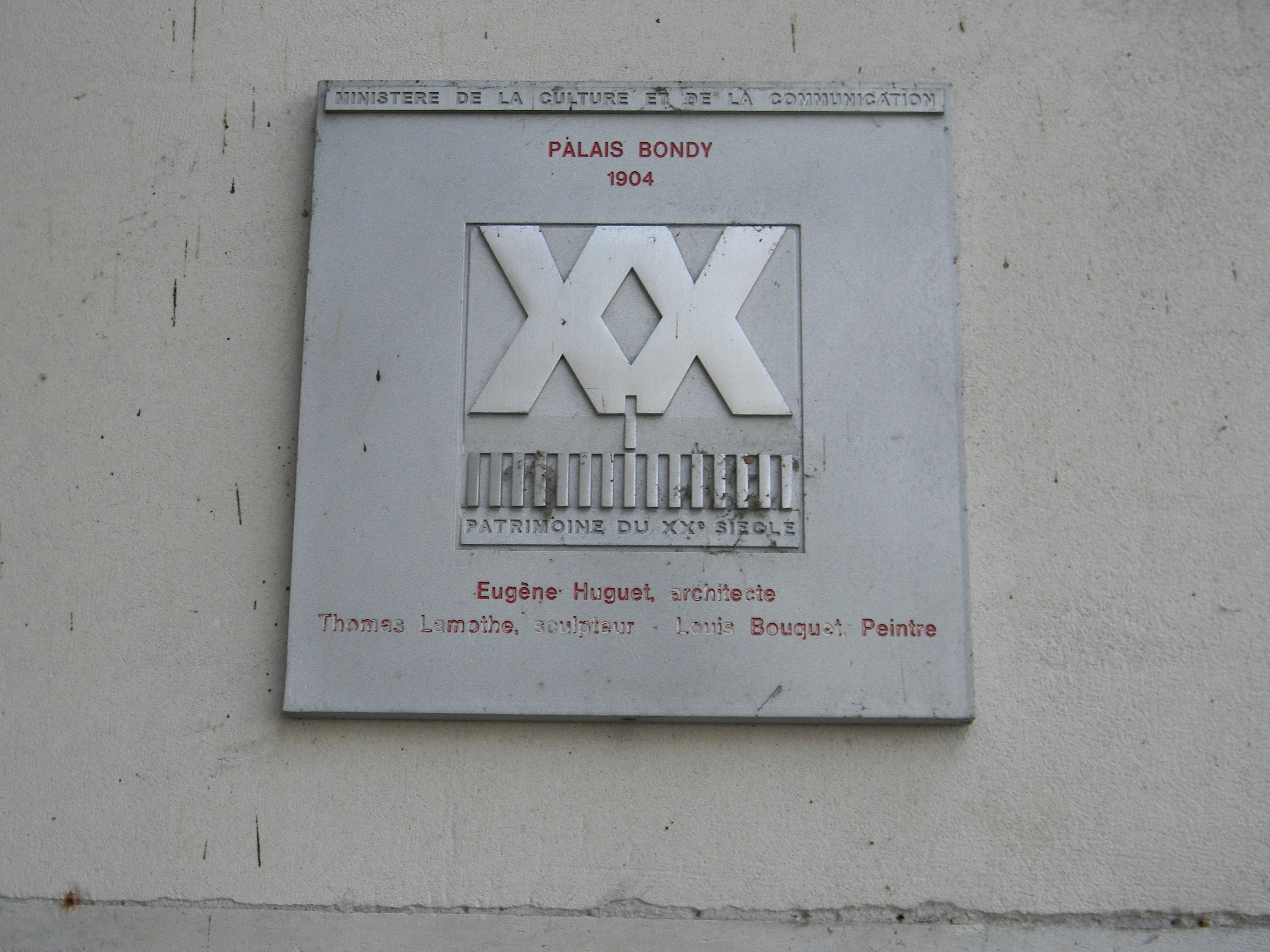
Plaque à l'entrée du palais Bondy

L'objectif de la construction était de bâtir un lieu d'accueil pour le Conservatoire de Lyon qui n'avait à l'époque aucun lieu dédié. l’architecte Eugène Huguet fut chargé des travaux qui débutèrent en 1902 et s'achevèrent en 1904. Ce projet comprend un ensemble de bâtiments allant de la rue de l’Angile jusqu'au quai de Bondy où un  corps de bâtiment imposant comporte deux entrées avec un perron semi-circulaire s’ouvrant sur un vaste vestibule. Celui-ci permet l'accès aux différents niveaux de la salle de concert, appelée Salle Molière. Au premier étage, se trouvent deux salles d’exposition dont les verrières ont été rénovées en 2015.
À l'entrée du bâtiment, une plaque indique : Patrimoine du XXe siècle - Palais Bondy, 1904 - Eugène Huguet, architecte - Thomas Lamothe, sculpteur - Louis Bouquet, Peintre.

Sculptures de Thomas Lamothe
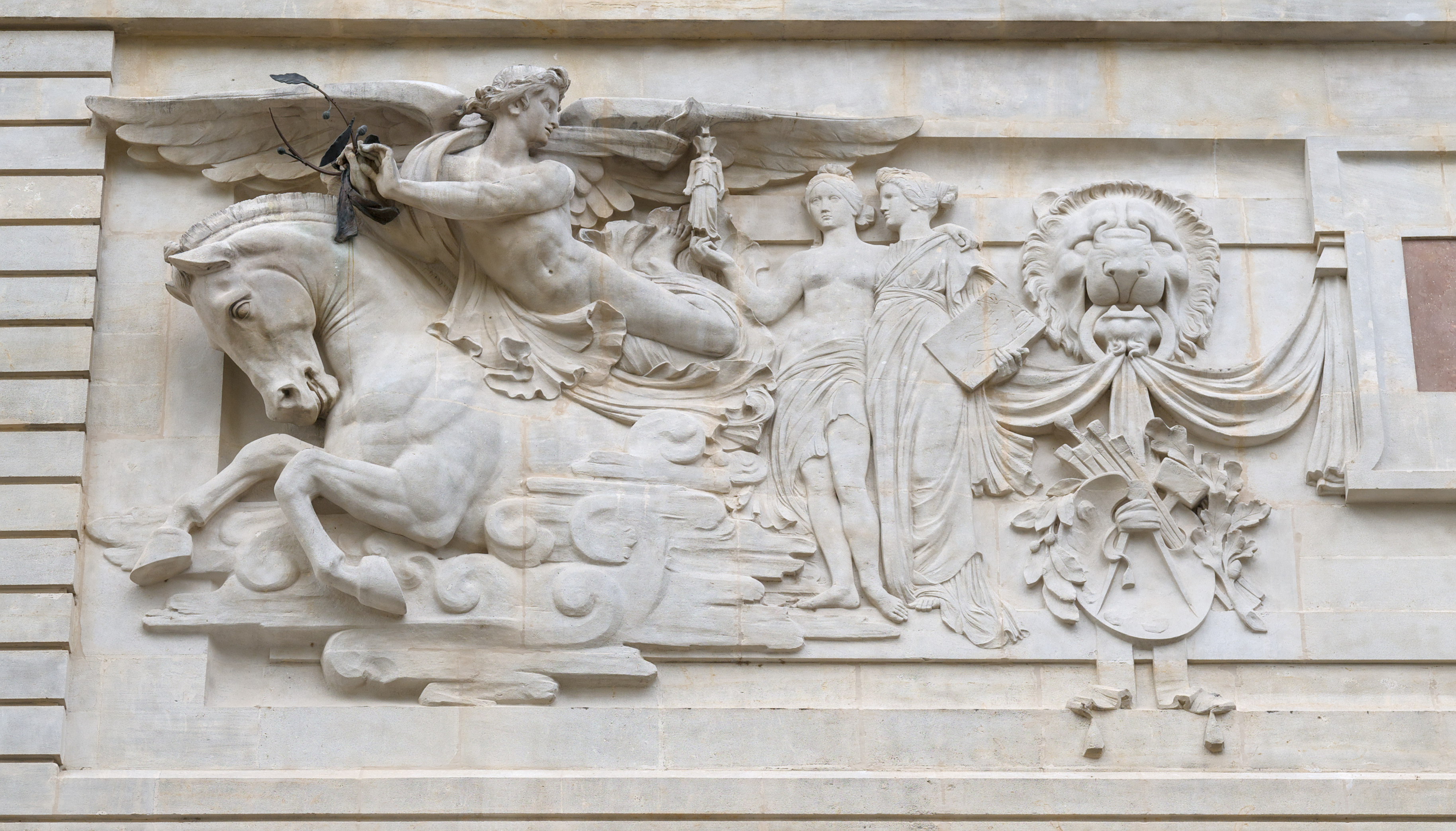
Allégories de la Peinture et de la Sculpture
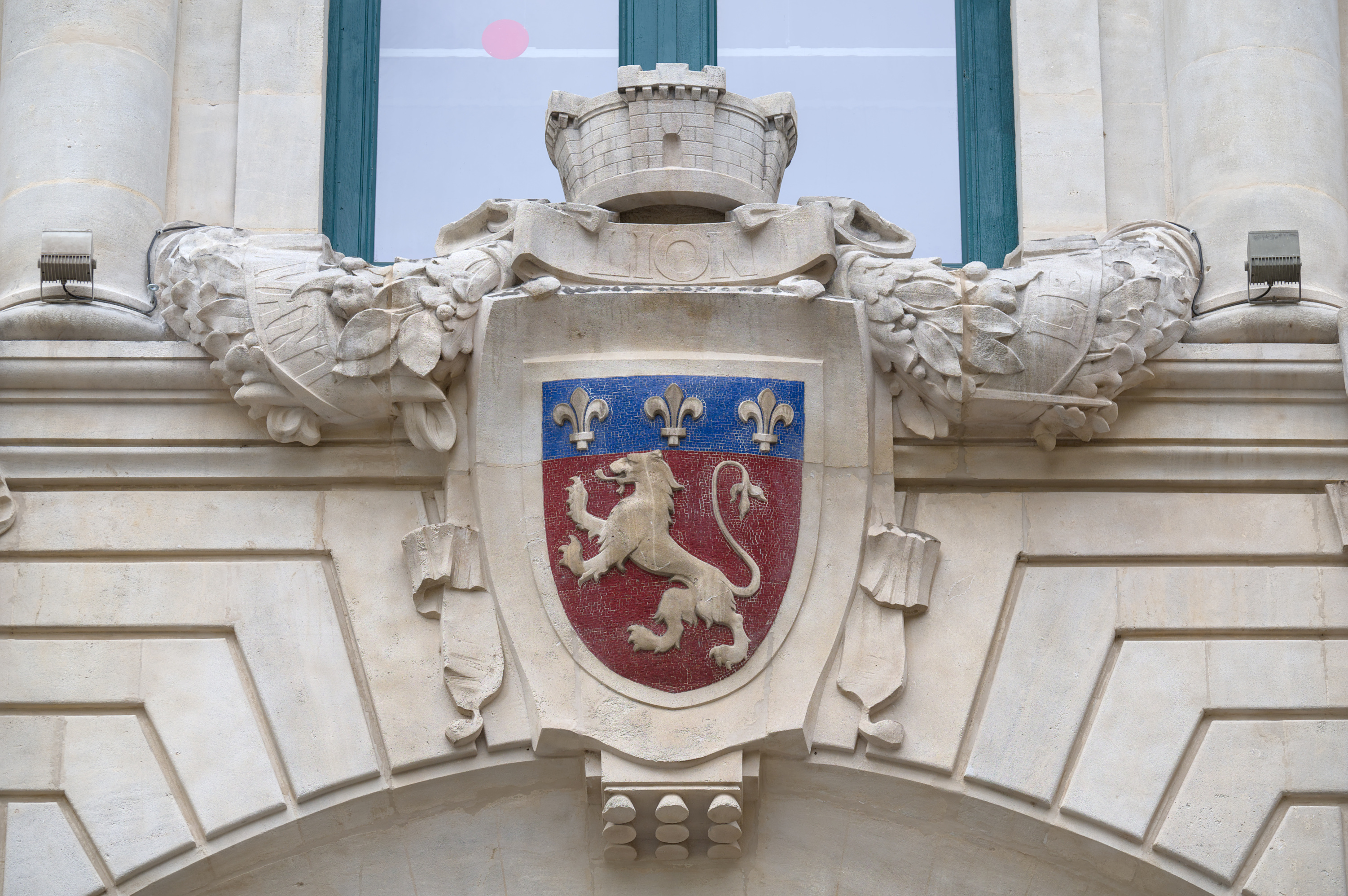
Cartouche central
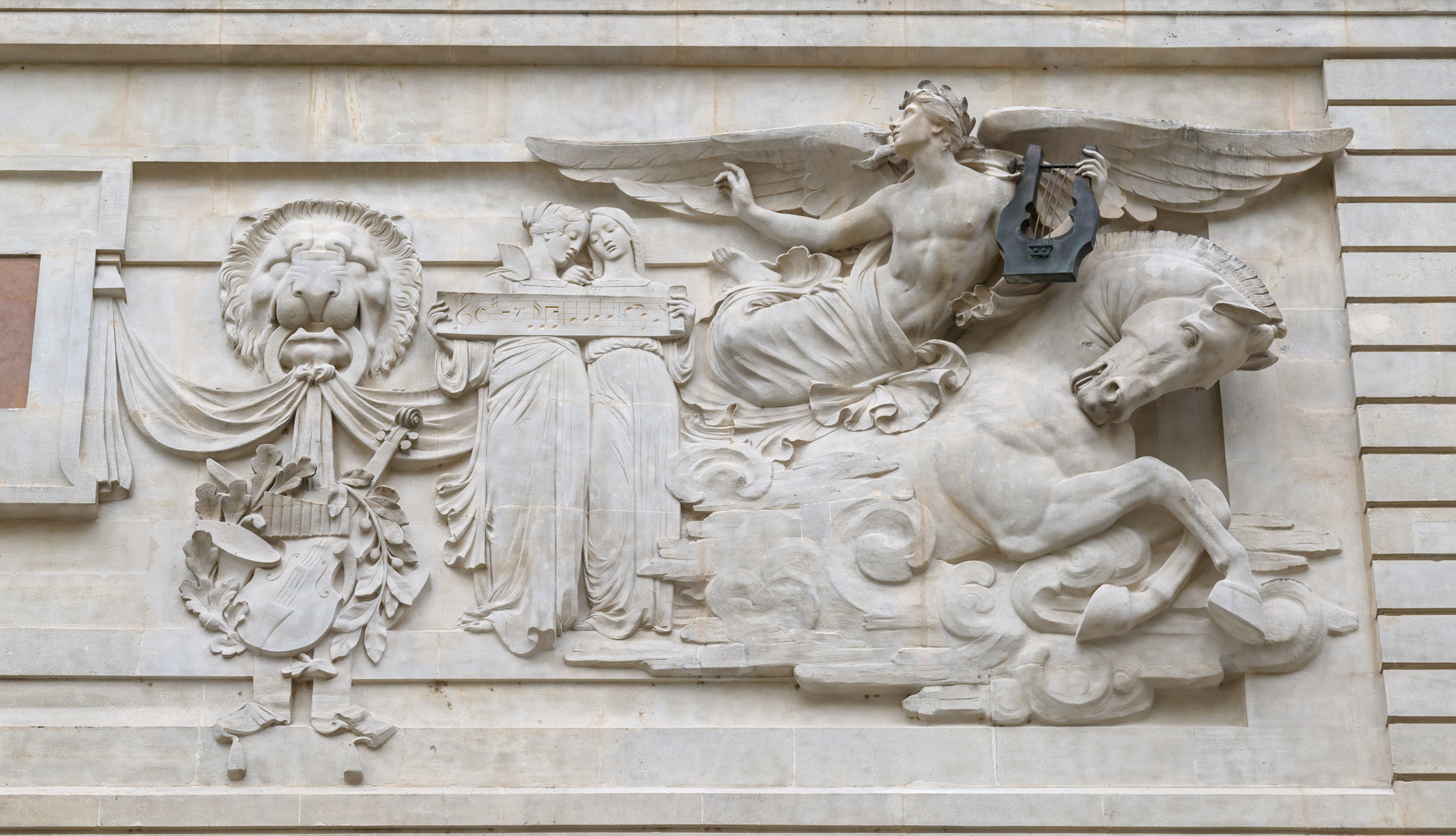
Allégorie de la Musique

### Salle Wiktowski
La salle Witkowski accueille des conférences.

### Salles d'exposition
Au deuxième niveau, deux salles d'exposition, couvertes de verrières, accueillent des salons de peinture.

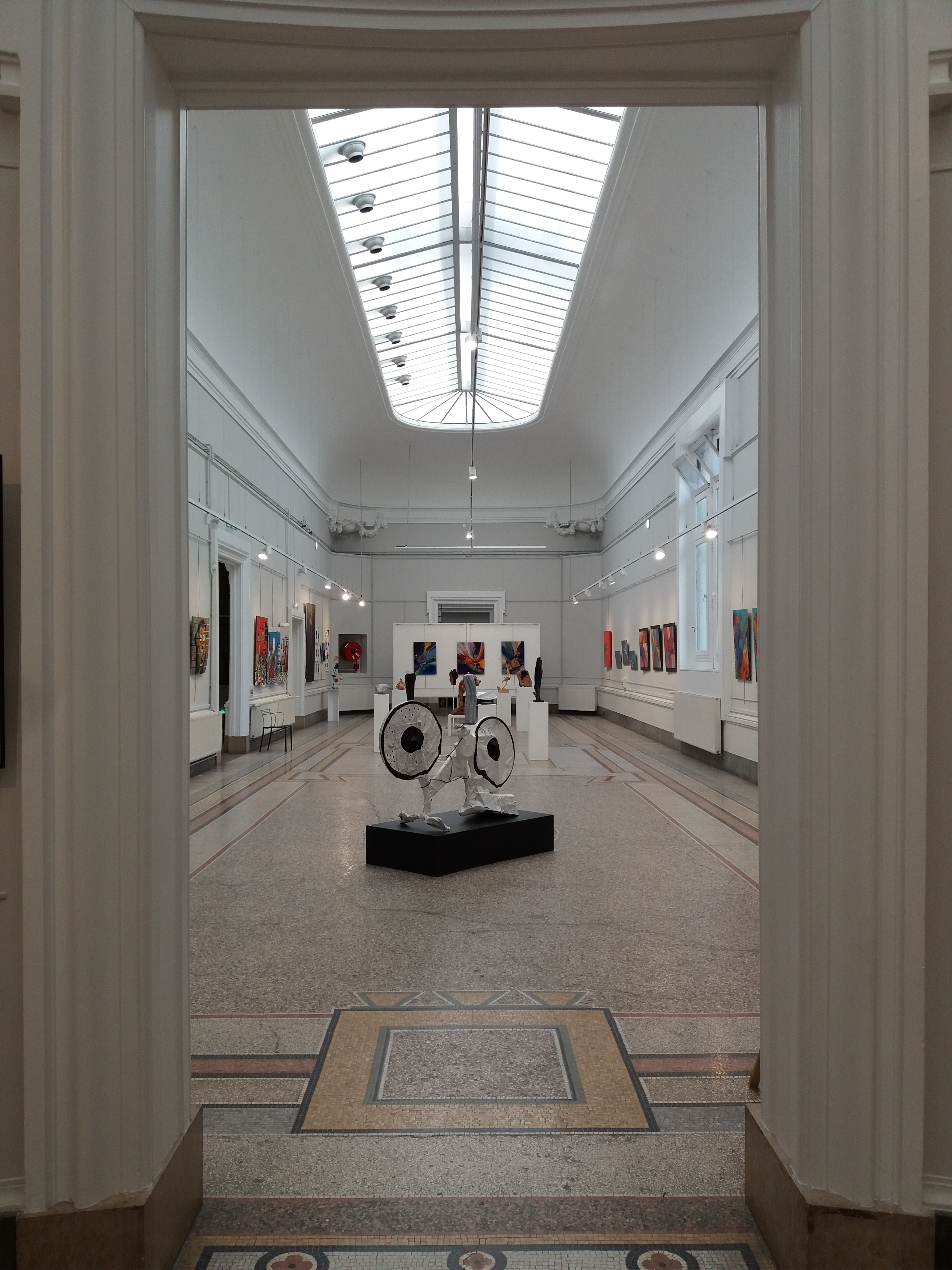
salle est
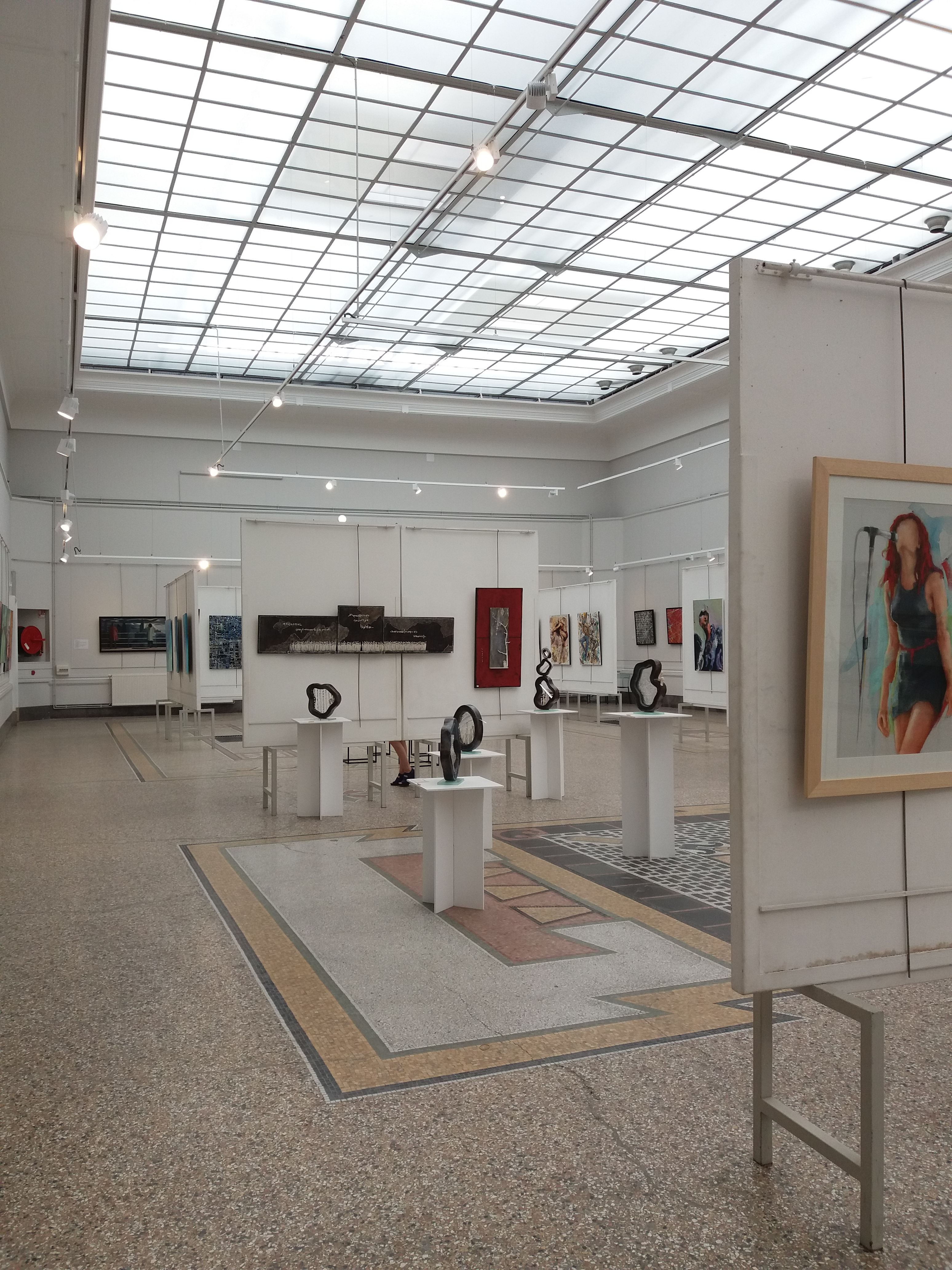
salle ouest
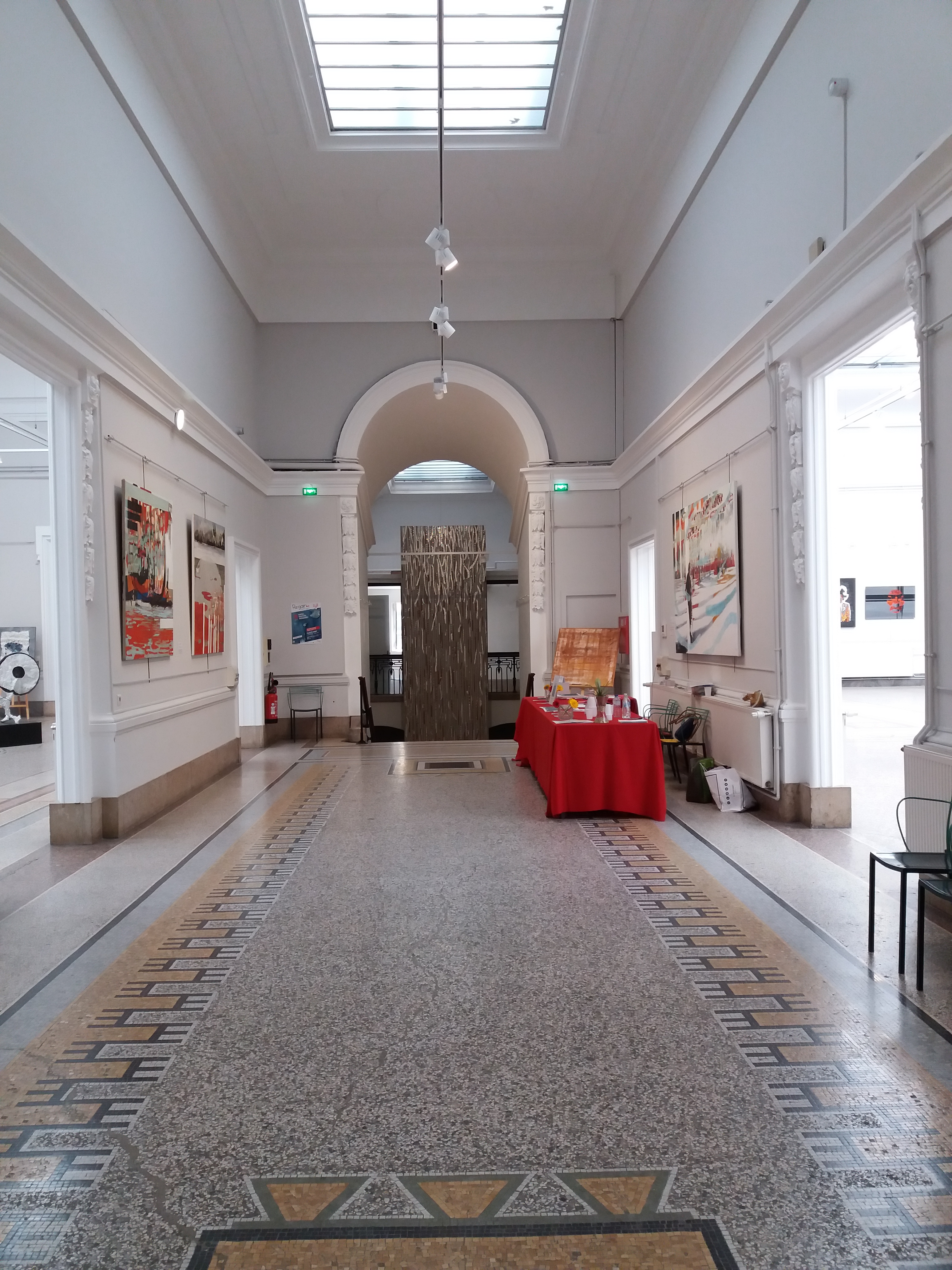
hall entre les deux salles

### Théâtre Le Guignol
Le théâtre Le Guignol de Lyon abrite une salle de 120 places et une collection de 265 marionnettes à gaine lyonnaise traditionnelle du Patrimoine Ville de Lyon, dans les coulisses de son castelet.
En 1966, les héritiers de la troupe de marionnettistes fondée en 1887 par Laurent Mourguet, le créateur de Guignol, déménagent du quai Saint-Antoine pour créer le théâtre de Guignol au sous-sol du Palais de Bondy, avec l'entrée au 2 de la rue Louis-Carrand. 
Le 22 mai 1982 le maire de Lyon confie à Jean-Guy Mourguet la direction du "Nouveau Guignol de Lyon", puis Christian Capezzone le remplace en 1991.
De juin 1998 à décembre 2016, la ville de Lyon, propriétaire du lieu, y accueille le collectif des ZonZons, créé en 1994, pour le développement du théâtre municipal.
En février 2017, la compagnie M.A. reprend les spectacles avec les marionnettes à gaine lyonnaise traditionnelle.